# Eichstätt
Eichstätt é uma cidade da Alemanha capital do distrito de Eichstätt, região administrativa de Alta Baviera, estado da Baviera.
Está situada às margens do rio Altmühl.